# 杉原涼子
杉原 涼子（すぎはら りょうこ、6月17日 - ）は、日本の漫画家。愛知県名古屋市出身、東京都在住。

## 略歴
1995年、『花とゆめ』（白泉社）5号に掲載された4コマ漫画、「あめのち晴れ」でデビュー（当時19歳）、現在もギャグ4コマ漫画家として活躍する。
2018年現在、『Cookie』（集英社）で「陽あたり前線」を連載している。

## 作品リスト
- あめのち晴れ（白泉社、花とゆめCOMICS、『花とゆめ』1995年5号 - 2001年20号、『花とゆめステップ』1998年6月15日増刊号、8月15日増刊号、10月15日増刊号、12月15日増刊号、1999年2月15日増刊号、5月1日増刊号、7月1日増刊号、12月1日増刊号、『ザ花とゆめ』1999年10月1日号、2000年6月1日号、10月1日増刊号、2001年5月1日増刊号、8月1日増刊号、10月1日増刊号、全2巻）
  1. 1997年3月発行、『花とゆめ』1995年5号 - 1997年1号、『花とゆめプラネット』1996年5月15日増刊号、1996年8月15日増刊号、1997年1月5日増刊号、ISBN 4-592-12749-8
  2. 1998年8月発行、『花とゆめ』1997年2号 - 1998年11号、『花とゆめプラチナ』1997年12月15日増刊号、1998年5月15日増刊号、『花とゆめステップ』1998年3月15日増刊号、ISBN 4-592-17572-7
    - 花のバレー団（白泉社、『花とゆめステップ』1997年3月15日増刊号、1997年6月15日増刊号、1997年9月30日増刊号、1997年11月15日増刊号、1998年1月15日増刊号）
- こまっちゃんinあめのち晴れ（白泉社、『花とゆめ』1997年9号）
- あめのち晴れ 天然杉原涼子（白泉社、『ザ花とゆめ』2001年2月1日号）
- ゲーム「アンジェリークSpecial」を紹介するコーナー（白泉社、『花とゆめ』1999年4号）
- ゲーム「アンジェリーク天空の鎮魂歌」を紹介するコーナー（白泉社、『花とゆめ』1999年5号）
- ゲーム「アンジェリーク天空の鎮魂歌」をより詳しく紹介するコーナー（白泉社、『花とゆめ』1999年6号）
- フルーツバスケット番外編 CDだよ!全員集合!!（白泉社、『花とゆめ』1999年19号）
- 天然水族館（白泉社、ジェッツコミックス、『花とゆめ』2001年21号 - 2002年11号、2003年3号 - 2003年6号、全3巻）
  1. 2000年7月発行、ISBN 4-592-13270-X
  2. 2001年8月発行、ISBN 4-592-13208-4
  3. 2003年1月29日発売、ISBN 4-592-13209-2
- 雨天決行（白泉社、『ザ花とゆめ』2002年4月1日号、2002年6月1日号、2002年8月1日号、2002年10月1日号、『花とゆめ』2002年12号 - 2003年2号）
- 雨天中止（白泉社、『ザ花とゆめ』2003年2月1日号、2003年4月1日号）
- エミーとリツ（白泉社、『別冊花とゆめ』2003年5月号、7月号、9月号、11月号、2004年1月号、3月号、5月号）
- みぞれ総合病院（白泉社、『花とゆめ』2003年16号、20号、2004年4号、2004年7号、9号、11号、19号、2005年7号、11号、2006年4号、6号、16号、20号、『別冊花とゆめ』2008年1月号 - 2015年9月号[2]）
- カイくんとユカイな仲間たち（白泉社、『別冊花とゆめ』2004年7月号、9月号、11月号、2005年1月号、3月号、5月号、7月号、9月号、11月号、2006年1月号、3月号、5月号、7月号）
- 開店!つらら百貨店（白泉社、『花とゆめプラス』2004年9月15日号）
- はろう警報（2003年 - 2012年、集英社、りぼんマスコットコミックスCookie、全2巻）
- 小春百貨店（白泉社、『別冊花とゆめ』2006年11月号 - 2007年12月号）
- 愛は自給を救う（芳文社、『まんがタイム』2010年12月号 - 2011年2月号）
- （タイトル不明）[3]（集英社、『Cookie』2012年1月号別冊ふろく『笑納ギャグ劇場』）
- 陽あたり前線（集英社、『Cookie』2013年1月号 - 連載中）
- みぞれ総合病院 特別編[4]（白泉社、『別冊花とゆめ』2014年10月号）
- エミマート南口店（仮）（白泉社、『別冊花とゆめ』2015年10月号 - 2018年7月号[5]）
- チャチャ×クッキーギャグ作品 トリビュート4コマ チャチャmeetsみのりくん[6]（『Cookie』2016年11月号、『赤ずきんチャチャN』4巻収録）